# 加拿大衛生部
加拿大衛生部（英語：Health Canada）是加拿大聯邦政府中掌管公共衛生的部門。

## 組織架構

### 部長與高級官員
- 衛生部長
- 副部長
- 助理副部長
- 首席公共衛生官（Chief Public Health Officer）

### 分部、辦公室與局處
- 審計及監察局
- 財務長處
- 企業服務處
- 部門秘書處
- 第一民族與因紐特人健康處
- 健康產品與食品處（Health Products & Food Branch）
- 健康環境與消費者安全處
- 法律服務處
- 害蟲管制局（Pest Management Regulatory Agency）
- 公共事務、諮詢與聯繫處
- 區域及方案處
- 策略政策處

### 行政機構
- 加拿大衛生研究院（Canadian Institutes of Health Research）
- 加拿大人工生殖管理局（Assisted Human Reproduction Canada）
- 有害物質資訊審查委員會（Hazardous Materials Information Review Commission）（页面存档备份，存于）
- 專利藥品價格審查委員會（Patented Medicine Prices Review Board）
- 加拿大公共衛生局（Public Health Agency of Canada）
- 加拿大食品檢驗局（Canadian Food Inspection Agency）

## 實驗室
- 疾病控制實驗中心
- 弗雷德里克·班廷研究中心（Sir Frederick G Banting Research Centre）

## 外部連結
- 加拿大衛生部（页面存档备份，存于）

1. ↑  . www.tbs-sct.gc.ca.   [Mar 5, 2021]. （原始内容存档于2020-04-21）.
2. ↑  . www.tbs-sct.gc.ca.   [April 15, 2021]. （原始内容存档于2020-04-21）.